# Saint Augustine (Florida)
Saint Augustine (engelsk udtale: [ˈɔːɡəstiːn]; spansk: San Agustín, spansk udtale: [san aɣusˈtin]) er en by i delstaten Florida i USA. Byen har 14.329 (2020) indbyggere. Den er hovedby i det amerikanske county Saint Johns County.

## Historie
Byen blev grundlagt af spanierne i 1565 og er USAs ældste by. Fortet Castillo de San Marco, bygget i 1600-tallet, og andre historiske monumenter tiltrækker mange turister.